# Historický ústav Filozofické fakulty Univerzity Hradec Králové
Historický ústav Filozofické fakulty Univerzity Hradec Králové je jeden ze dvou ústavů Filozofické fakulty Univerzity Hradec Králové. 

## Historie

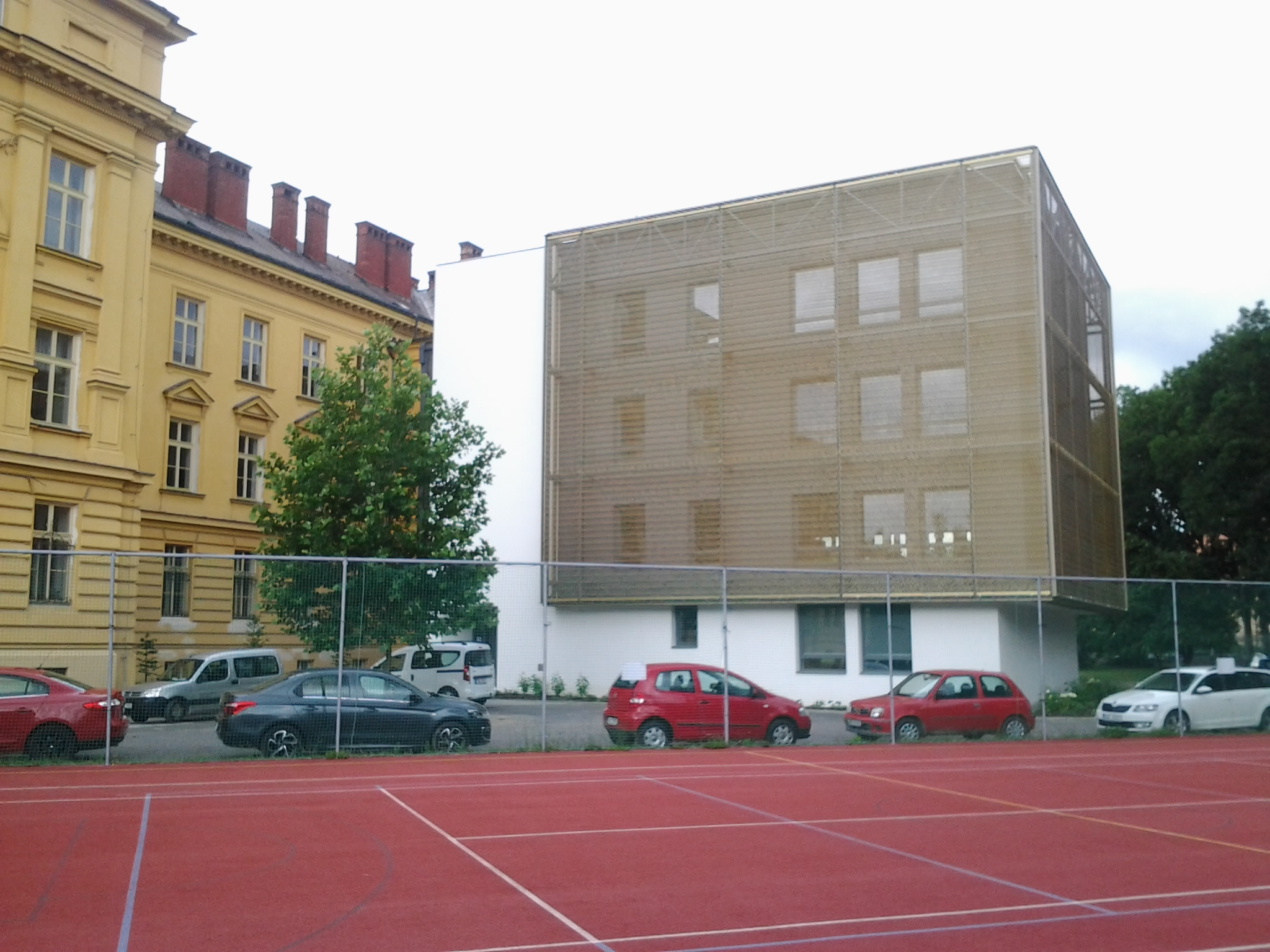
Tzv. Kostka na Biskupském gymnáziu v Hradci Králové, kde zpočátku sídlila Filozofická fakulta a s ní i Historický ústav

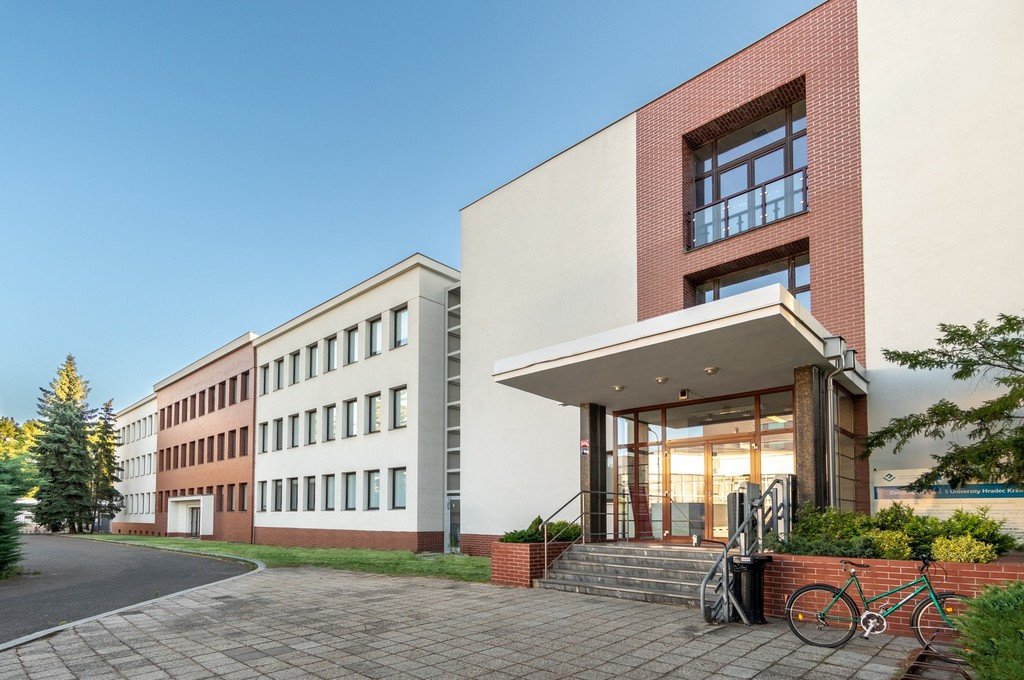
Budova E, na které sídlila Filozofická fakulta v letech 2020–2022

Výuka historie na vysokých školách v Hradci Králové má dlouhou tradici. Už v roce 1964 vznikla Katedra dějepisu na tehdejší Pedagogické fakultě v Hradci Králové. Dne 1. dubna 1996 byl založen Ústav historických věd Vysoké školy pedagogické v Hradci Králové. Jeho prvním ředitelem se stal prof. Ondřej Felcman. V roce 2005 došlo v důsledku vzniku Fakulty humanitních studií (od roku 2008 Filozofická fakulta UHK) k reorganizaci ústavu, kdy z něj byla vydělena Katedra pomocných věd historických a archivnictví a Katedra praktické a experimentální archeologie. Samostatné historické pracoviště bylo roku 2008 přejmenováno na Historický ústav.

### Seznam ředitelů ústavu
1. prof. PhDr. Ondřej Felcman, CSc. (1996–2013)
2. doc. Mgr. Jiří Hutečka, Ph.D. (2013–2020)
3. doc. PhDr. Zdeněk Beran, Ph.D. (2020–2024)
4. PhDr. Vojtěch Kessler, Ph.D. (od 2025)

## Studium
Historický ústav FF UHK nabízí studium v bakalářském, navazujícím magisterském i doktorském stupni studia:
- Prezentace historického a kulturního dědictví (Bc.)
- Historie se zaměřením na vzdělávání (učitelský Bc. sdružený program UHK)
- Central European Studies (navazující Mgr. v anglickém jazyce)
- Učitelství dějepisu pro 2. stupeň ZŠ (navazující Mgr. ve spolupráci s PdF UHK a PřF UHK)
- Učitelství dějepisu pro SŠ (navazující Mgr. ve spolupráci s PdF UHK a PřF UHK)
- Historie (navazující Mgr.)
- Historie (navazující Mgr. program typu double degree ve spolupráci se slovenskou UKF)
- Historie (Ph.D.)

Ústav též nabízí možnost rigorózního, habilitačního a jmenovacího řízení.

## Činnost
Mezi specializace ústavu patří české a středoevropské dějiny pozdního středověku (zejména problematika husitství a české reformace), české a středoevropské dějiny raného novověku (dějiny šlechty a měst), urbánní dějiny, středoevropské i světové dějiny 19. a 20. století (dějin žen a dějin genderu, vojenské, politické, sociální a kulturní dějiny českých zemí), dějiny válek a vojenství, československý komunismus, parlamentarismus a  problematika tzv. pražského jara roku 1968, česká historiografie 19. a 20. století, didaktika dějepisu a rozvoj učitelských dovedností.
Ústav pravidelně pořádá mezinárodní vědeckou konferenci České, slovenské a československé dějiny 20. století. Pracoviště vydává recenzovaný odborný časopis Historia Aperta. Při ústavu funguje Centrum urbánní historie a Studentský historický klub založený roku 1994.

## Pracovníci
Na ústavu v současnosti (2025) působí například prof. PhDr. Ondřej Felcman, CSc., prof. PhDr. Dana Musilová, CSc., doc. PhDr. Zdeněk Beran, Ph.D., doc. Mgr. Jiří Hutečka, Ph.D., doc. PhDr. Veronika Středová, Ph.D., doc. PhDr. Martin Šandera, Ph.D., PhDr. Tomáš Hradecký, Ph.D., PhDr. Irena Kapustová, Ph.D., PhDr. Jan Květina, Ph.D., PhDr. Jiří Štěpán, Ph.D. a PhDr. Ondřej Tikovský, Ph.D. 